# Sharp CE-126P
Der Sharp CE-126P ist ein Thermo-Matrixdrucker, der sich an viele Modelle der Pocketcomputer von Sharp anschließen lässt. Das Gerät verfügt zusätzlich über eine analoge Schnittstelle, an dem ein Kassettenrekorder angeschlossen werden kann. Damit können Programme und Daten des Pocketcomputers auf handelsüblichen Musikkassetten sowohl gespeichert als auch wieder eingelesen werden.
Als Thermopapier eignet sich Rollenware mit 58 mm Breite.

## Modelle

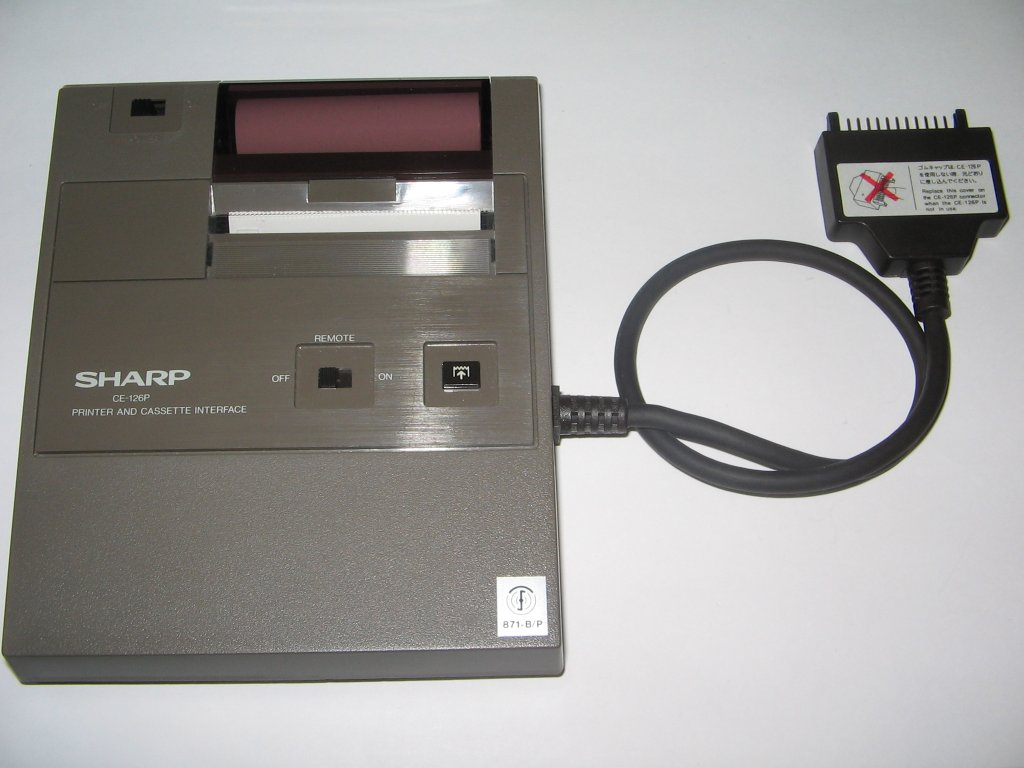
Sharp CE-126P

Der Sharp CE-126P ist mit folgenden Sharp-Pocketcomputern kompatibel:
| PC-11xx                       | PC-12xx | PC-13xx                                             | PC-14xx | EL-5xxx                                                          | PC-Exxx                                            | PC-Gxxx              |
| ----------------------------- | --- | --------------------------------------------------- | --- | ---------------------------------------------------------------- | -------------------------------------------------- | -------------------- |
| - PC-1100 - PC-1140 - PC-1150 | - PC-1245 - PC-1246 - PC-1246DB - PC-1246S - PC-1247 - PC-1248 - PC-1248DB - PC-1250 - PC-1250A - PC-1251 - PC-1252 - PC-1252H - PC-1253 - PC-1253H - PC-1255 - PC-1260 - PC-1261 - PC-1262 - PC-1270 - PC-1280 - PC-1280 (Jap. Version) - PC-1285 | - PC-1350 - PC-1360 - PC-1360K - PC-1365 - PC-1365K | - PC-1401 - PC-1402 - PC-1403 - PC-1403H - PC-1404G - PC-1405G - PC-1415G - PC-1416G - PC-1417G - PC-1421 - PC-1425 - PC-1430 - PC-1431 - PC-1440 - PC-1445 - PC-1450 - PC-1450 (Jap. Version) - PC-1460 - PC-1460 (Jap. Version) - PC-1470U - PC-1475 - PC-1475 (Jap. Version) | - EL-5400 - EL-5500 - EL-5500II - EL-5500III - EL-5510 - EL-5520 | - PC-E200 - PC-E220 - PC-E500 - PC-E500S - PC-E650 | - PC-G805 - PC-G850V |

## Technische Daten
| Druckkapazität                    | 24 Zeichen pro Zeile          |
| Druckgeschwindigkeit              | etwa 0,8 Zeilen je Sekunde    |
| Papierrolle                       | Thermopapier, 58 mm breit     |
| Stromversorgung                   | 6,0 V durch 4 × AA-Batterien  |
| Leistungsbedarf beim Drucken      | 3 Watt                        |
| Ergiebigkeit eines Batteriesatzes | zwischen 2000 und 3000 Zeilen |
| Abmessungen                       | 140,5 × 116 × 23 mm           |
| Masse                             | 280 g (inklusive Batterien)   |